# بيتا صدئي القفا
بيتا صدئي القفا (الاسم العلمي: Hydrornis oatesi) (بالإنجليزية: Rusty-naped Pitta)‏ هي نوع من الطيور تتبع جنس البيتا المخطط من فصيلة طيور البيتا. يتواجد هذا النوع من الطيور في الصين ولاوس وماليزيا وميانمار وتايلاند وفيتنام. الموائل الطبيعية هي الغابات والأراضي المنخفضة شبه الاستوائية الرطبة أو شبه الاستوائية والغابات الاستوائية الرطبة الجبلية وغابات الخيزران. وعادة ما يتم العثور عليه في المناطق ذات الأرتفاع 800 متر.